# ボーン・マシーン
ボーン・マシーン（Bone Machine）は、トム・ウェイツが1992年に発表したアルバム。グラミー賞の最優秀オルタナティヴ・レコード賞を獲得し、トムにとって初のグラミー賞受賞作となった。

## 解説
本作制作に当たって、トム自身は「急にパーカッションに目覚めた」と語っており、4曲でドラムスを担当している他、自宅の納屋にある農具や調理器具もパーカッションとして使用した。
『レイン・ドッグ』（1985年）で共演したキース・リチャーズが再び参加。最後を飾る「ザット・フィール」はキースとトムの共作で、ボーカルも2人のデュエット。トムと親交の深いオルタナティブ・ロック・バンド、プライマスのレス・クレイプールも「地球の断末魔」に参加。「ホイッスル・ダウン・イン・ザ・ウィンド」には、ロス・ロボスのデイヴィッド・イダルゴが参加。本作では、妻キャスリーン・ブレナンの貢献も大きく、共同プロデューサーとしてクレジットされているのに加え、大半の楽曲がトムとキャスリーンの共作となっている。
「地球の断末魔」は、1995年公開の映画『12モンキーズ』（監督:テリー・ギリアム）で使用された。「ゴーイン・アウト・ウエスト」は、1999年公開の映画『ファイト・クラブ』で使用された。2005年には、トムが俳優としても出演した映画『ドミノ』で「ジーザスのおでまし」が使用された。

## 収録曲
特記なき楽曲はトム・ウェイツ作。
1. 地球の断末魔 - "Earth Died Screaming" - 3:39
2. ダート・イン・ザ・グラウンド - "Dirt in the Ground" (Tom Waits, Kathleen Brennan) - 4:08
3. サッチ・ア・スクリーム - "Such a Scream" - 2:07
4. すべてを脱ぎ捨てろ - "All Stripped Down" - 3:04
5. フー・アー・ユー - "Who Are You" (T. Waits, K. Brennan) - 3:57
6. 海が私を嫌っている - "The Ocean Doesn't Want Me" - 1:51
7. ジーザスのおでまし - "Jesus Gonna Be Here" - 3:21
8. ア・リトル・レイン - "A Little Rain" (T. Waits, K. Brennan) - 2:58
9. イン・ザ・コロシアム - "In the Colosseum" (T. Waits, K. Brennan) - 4:50
10. ゴーイン・アウト・ウエスト - "Goin' Out West" (T. Waits, K. Brennan) - 3:19
11. 赤い納屋の殺人 - "Murder in the Red Barn" (T. Waits, K. Brennan) - 4:29
12. ブラック・ウィングズ - "Black Wings" (T. Waits, K. Brennan) - 4:37
13. ホイッスル・ダウン・イン・ザ・ウィンド - "Whistle Down the Wind" - 4:36
14. 大人になんかなるものか - "I Don't Wanna Grow Up" (T. Waits, K. Brennan) - 2:31
15. レット・ミー・ゲット・アップ・オン・イット - "Let Me Get Up On It" - 0:55
16. ザット・フィール - "That Feel" (Keith Richards, T. Waits) – 3:11

## カヴァー
- 「大人になんかなるものか」は、ラモーンズの最後のスタジオ・アルバム『アディオス・アミーゴス (さらば友よ)』（1995年）や、ホリー・コールによるトムのカヴァー・アルバム『Temptation』（1995年）で取り上げられた。
- 「ゴーイン・アウト・ウエスト」は、クイーンズ・オブ・ザ・ストーン・エイジが2007年に発表したシングル「シック・シック・シック」でカヴァーされた[13]。
- スカーレット・ヨハンソンによるトムのカヴァー・アルバム『レイ・マイ・ヘッド』（2008年）では、本作から「フー・アー・ユー」「大人になんかなるものか」が取り上げられた。

## 参加ミュージシャン
- トム・ウェイツ - ボーカル、キーボード、パーカッション、ギター、ピアノ、スティック、コナンドラム、ドラムス
- ジョー・ゴア - ギター
- デイヴィッド・フィリップス - スティール・ギター
- キース・リチャーズ - ギター、ボーカル
- ワディ・ワクテル - ギター
- ラリー・テイラー - ベース、ギター
- レス・クレイプール - エレクトリックベース
- ブレイン - ドラムス
- キャスリーン・ブレナン - スティック
- ラルフ・カーネイ - サックス、バスクラリネット
- デイヴィッド・イダルゴ - ヴァイオリン、アコーディオン
- ジョー・マークズ - スティック、バンジョー